# 我们与天空的距离
《我们与天空的距离》（希臘語：Η Απόσταση Ανάμεσα στον Ουρανό κι Εμάς）是一部2019年发行的希腊法国合拍的电影短片。编剧和导演是瓦西利斯·基卡托斯。在第72屆坎城影展上，该片获得了短片金棕榈奖。 

## 剧情
两个陌生人在一间旧加油站相遇，其中一人停车加油，另一人则因为没有22.50欧元而无法回家，为了筹钱，他向前者售卖“我们与天空的距离”

## 演员
- 尼科斯·泽吉诺奥卢饰演男生1号[1]
- 约科·约翰尼斯·科提迪斯饰演男生2号[1]

## 反响
该片获得了2019年戛纳电影节短片金棕榈奖， 以及短片酷儿金棕榈奖。